# Bunuri mobile din domeniul artă plastică clasate în patrimoniul cultural național al României aflate în județul Satu Mare
Acestă listă conține bunurile mobile din domeniul artă plastică clasate în Patrimoniul cultural național al României aflate la momentul clasării în județul Satu Mare.

## Tezaur
| Foto | Informații generale                                    | Detalii tehnice | Descriere | Deținător             | Legături |
| ---- | ------------------------------------------------------ | --- | --- | --------------------- | -------- |
|      | Și ei Autor: Popp, Aurel                               | Școală: Școală modernă românească Dimensiuni: 950 x 1240 mm Material: ulei pe pânză                                                                                                 | În prim-planul lucrării este reprezentată lupta dintre doi bivoli. Cel din stânga este reprezentat răsucit, împingându-l pe celălalt cu grumazul, având piciorul drept din spate flectat, sugerându-ni-se în acest mod, teribila forță a încleștării. Furia animalului este surprisă de un accent roșu din ochiul vizibil. Bivolul din partea dreaptă a lucrării este surprins într-o poziție elansată, cu capul deasupra celuilalt animal, răspunzând cu aceeași forță în luptă. Pe marginea scenei sunt surprinse patru personaje masculine, țărani care încearcă să potolească animalele, cu bețe și o furcă de lemn. Chipurile oamenilor surprinși țipând și cu părul vâlvoi, precum și poza corpurilor în extensie, cu brațele ridicate și pumnii încleștați, accentuează dramatismul și forța scenei. Cromatic lucrarea este dominată central de culoarea închisă a animalelor, negru și violet iar marginal cerul și câmpul sunt reprezentate în culori pastelate. | Muzeul Județean, Satu | Cimec    |
|      | Erou necunoscut (Noul Crist) Autor: Popp, Aurel        | Datare: 1925 Școală: Școală modernă românească Dimensiuni: 74,5 x 54 mm Material: ulei pe pânză                                                                                     | Lucrarea are în prim-plan un soldat reprezentat agățat în sârma ghimpată a tranșeelor, în cădere, cu genunchii flectați și brațele desfăcute, asemeni unui crucificat. Scena se petrece într-o pădure, corpul soldatului căzut fiind surprins printre trunchiuri de copaci. În jurul capului se observă o aureolă, care poate fi interpretată și ca un asfințit. Cromatic lucrarea este dominată de griuri colorate reci, albăstrui și verzui, care crează o atmosferă apăsătoare, tragică. | Muzeul Județean, Satu | Cimec    |
|      | În grădină Autor: Popp, Aurel                          | Datare: 1914 - 1920 Școală: Școală modernă românească Dimensiuni: 1150 x 1450 mm Material: ulei pe pânză                                                                            | Lucrarea reprezintă o scenă de grădină într-o zi însorită, cu umbrele foarte accentuate. La o masă rotundă stau două femei care-și beau cafeaua așezate pe scaune, cea din stânga reprezentată din profil iar cea din dreapta frontal cu o ceașcă în mâna stângă iar brațul drept sprijinit de masă. Se poate obseva stilul Thonete al mobilierului. Lucrarea este neterminată, fiind întreruptă în momentul când artistul a primit ordinul de mobilizare pentru Primul Război Mondial. După întoarcerea de pe front, artistul o lasă în starea din momentul plecării, adăugându-i doar inscripția în limba franceză: „INTERROMPU LE 1-ER AOUT 1914 AU SON DESCLOCHES LE MIDI, LORSQUE J'AI RECU MA CONVOCATION POUR LA GUERRE MONDIALE.......”. | Muzeul Județean, Satu | Cimec    |
|      | Exclușii Autor: Popp, Aurel                            | Datare: 1928 Școală: Școală modernă românească Dimensiuni: 2000 x 1520 mm Material: ulei pe pânză                                                                                   | Lucrarea, de dimensiuni mari, prezintă în prim-plan doi bărbați, cel de la interior înveșmăntat într-un lințoliu alb, cu o aureolă în jurul capului plecat, purtând pe umărul drept un drapel roșu, sfâșiat, de a cărui băț se ține cu ambele mâini. De brațul său stâng se sprijină al doilea bărbat, gol, gârbovit, purtând la mâini și la picioare lanțuri grele. Personajele sunt reprezentate la dimensiuni mai mari decât cele reale. Cromatica cerului este dramatică iar vegetația pe care pășesc personajele este aspră, de culoare închisă până la negru, iar în fundal se observă în penumbră arhitectura unui oraș. Prin poziția umilă a celor două personaje, a cromaticii de un dramatism accentuat, lucrarea redă sugestiv atașamentul pictorului față de cauza celor asupriți, fiind cunoscute opțiunile sale politice socialiste. | Muzeul Județean, Satu | Cimec    |
|      | Autoportret bust Autor: Popp, Aurel                    | Datare: 1941 Școală: Școală modernă românească Dimensiuni: 1240 x 950 mm Material: ulei pe pânză                                                                                    | Autorul lucrării se reprezintă într-un mod mai neobișnuit: frontal, cu capul ușor întors spre dreapta, pieptul dezgolit, picioarele până la jumătatea coapselor, ținând pensula în mâna stângă iar paleta de culori în cea dreaptă, la o vârsta înaintată, cu părul alb. Atitudinea în care se prezintă este una fermă, bătăioasă, care l-a caracterizat toată viața. Cromatica lucrării este pastelată, prezentând doar câteva accente, mai ales în reprezentarea fizionomiei, a mâinilor și a instrumentelor de lucru. | Muzeul Județean, Satu | Cimec    |
|      | Iconostasul bisericiii greco-catolice de la Tarna Mare | Datare: Prima jumătate a sec. al XVIII-lea Școală: Necunoscut Descoperit: Tarna Mare, Imperiul Habsburgic Material: lemn; brad; tei; grund; foiță de argint; foiță din aur; tempera | Iconostasul a aparținut bisericii greco-catolice din lemn de la Tarna Mare. Este alcătuit din patru regiștrii de decorație, pe orizontală. Registrul situat în partea inferioară are în centru ușa împărătească, realizată din lemn strunjit, formând motive vegetale dense, acoperit cu foiță de argint. De o parte și de alta a ușii împărătești se află icoanele împărătești, reprezentându-i pe Iisus Învățător (în partea dreaptă) și Maica Domnului cu Pruncul (în partea stângă). Icoanele diaconeși îi reprezintă pe Sf. Nicolae și pe Sf. Mihail. Urme de pictură s-au depistat și pe ancadramentele ușilor împărătească și diaconești. Între regiștrii 1 și 2 s-a descoperit o inscripție indescifrabilă cu caractere chirilice, în limba slavonă. Registrul 2 are în centru Cina Cea de Taină, flancată de o parte și câte un suport din lemn dreptunghiular, conținând fiecare câte 5 picturi. În partea dreaptă sunt reprezentate: Iisus în Biserică, Buna Vestire, Tăierea Împrejur, Fuga în Egipt, Adormirea Maicii Domnului, iar în partea dreaptă: Nașterea Domnului, Botezul Domnului, Intrarea în Ierusalim, Învierea și Înălțarea Domnului. Există indicii că cea de a șasea imagine a fost extirpată din ambele părți. Fiecare icoană are un titlu inscripționat pe un suport separat, așezat mai jos, scris cu caractere chirilice în limba slavonă. În centrul celui de al treilea registru este reprezentat Iisus Împărat, avîndu-i în jur, de la stânga la dreapta pe Matei, Luca, Marcu, Pavel, Ioan și Petru. Registrul superior are în centru icoana lui Dumnezeu Tatăl. De o parte și de alta există icoane circulare, de mici dimensiuni, aranjate câte trei, sub forma unui triunghi, reprezentându-i pe proorocii din Vechiul Testament, astfel (de la stânga la dreapta): Moise, David, Ieremia; Danil, Avacum, Iacov; Zaharia, Sofronie, Gedeon; Aaron, Isaia, Iezecail. | Muzeul Județean, Satu | Cimec    |

## Fond
| Foto | Informații generale                                                                                   | Detalii tehnice | Descriere | Deținător             | Legături |
| ---- | --- | --- | --- | --------------------- | -------- |
|      | Panou floral Autor: Demetrescu Mirea, Gheorghe                                                        | Datare: începutul sec. XX Școală: Școală românească Dimensiuni: 202x72 cm Material: ulei pe pânză                          | Pictura este o compoziție decorativă, destinată pentru un spațiu anume, care i-a impus dimensiunea. Reprezintă un buchet de nalbe albe și roz ce se revarsă cu grație pe un fundal negru-verzui. Florile sunt realizate cu migală. Autorul încearcă împăcarea tendințelor clasicizante cu prospețimea și verva execuției. Trebuie remarcate contrastele cromatice închis-deschis. Semnat stânga jos cu negru: G.D. Mirea. | Muzeul Județean, Satu | Cimec    |
|      | Tranșee; seria: studii de pe frontul din primul război mondial Autor: Popp, Aurel                     | Datare: 06/12/1916 Școală: școala modernă românească Dimensiuni: L: 435 mm; LA: 270 mm Material: cărbune (sepia) pe hârtie | Imagine din tranșeele din Wolhynia. La capătul lui, în depărtare, două siluete de soldați. | Muzeul Județean, Satu | Cimec    |
|      | Transportul menajului; studiu; seria: studii de pe front din primul război mondial Autor: Popp, Aurel | Datare: 1914 - 1918 Școală: școala modernă românească Dimensiuni: L: 445 mm; LA: 310 mm Material: creion pe hârtie         | Coloană de soldați transportând bagaje. | Muzeul Județean, Satu | Cimec    |
|      | Schiță de pe front; seria: studii de pe front din primul război mondial Autor: Popp, Aurel            | Datare: 21/01/1916 Școală: școala modernă românească Dimensiuni: L: 260 mm; LA: 235 mm Material: creion pe hârtie          | Colț din adăpostul de pe front. | Muzeul Județean, Satu | Cimec    |
|      | Transportul muniției; studiu; seria: studii de pe front din primul război mondial Autor: Popp, Aurel  | Datare: 1916 Școală: școala modernă românească Dimensiuni: L: 580 mm; LA: 430 mm Material: creion pe hârtie                | În imagine, trei soldați, înaintând în coloană, doi în prim-plan ducând lada de muniție, al treilea, în fundal, ducând lada pe umeri. | Muzeul Județean, Satu | Cimec    |
|      | În tranșeele din Wolhynia (seria: „Studii de pe front din Primul Război Mondial”) Autor: Popp, Aurel  | Datare: 05/12/1916 Școală: școala modernă românească Dimensiuni: L: 430 mm; LA: 275 mm Material: creion pe hârtie          | Schiță ce redă un tranșeu din interiorul său, din diferite unghiuri – de o parte și de alta, pereții înalți ai tranșeului, o mică punte ce face legătura între ei. | Muzeul Județean, Satu | Cimec    |
|      | Soldat mort; seria: studii de pe front din primul război mondial Autor: Popp, Aurel                   | Datare: 09/02/1917 Școală: școala modernă românească Dimensiuni: L: 420 mm; LA: 310 mm Material: creion pe hârtie          | Soldat mort, căzut pe spate în tranșee, între sârmele ghimpate, mâna stângă agățată pe sârmă, corbii ciugulesc corpul mortului. Motivul reprezentat este folosit de Aurel Popp în ciclul de compoziții inspirat din Primul Război Mondial. | Muzeul Județean, Satu | Cimec    |